# 岡本かの子
岡本 かの子（おかもと かのこ、本名：岡本 カノ、旧姓：大貫（おおぬき）、1889年〈明治22年〉3月1日 - 1939年〈昭和14年〉2月18日）は、日本の大正・昭和期の小説家、歌人、仏教研究家。
東京府東京市赤坂区青山南町（現東京都港区青山）生まれ。跡見女学校卒業。漫画家岡本一平と結婚し、芸術家岡本太郎を生んだ。
若年期は歌人として活動しており、その後は仏教研究家として知られた。小説家として実質的にデビューしたのは晩年であったが、生前の精力的な執筆活動から、死後多くの遺作が発表された。耽美妖艶の作風を特徴とする。私生活では、夫一平と「奇妙な夫婦生活」を送ったことで知られる。

## 経歴

### 幼少期
代々幕府や諸藩の御用達を業としていた豪商の大和屋大貫家の別邸で誕生。大貫家は、神奈川県橘樹郡高津村（現川崎市高津区）二子に居を構える大地主であった。腺病質のため父母と別居し二子の本宅で養育母に育てられるが、この病気は晩年まで続いた。養育母から源氏物語などの手ほどきを受け、同村の円福寺にあった松林柏塾で漢文を習い、高津尋常小学校では短歌を詠んだ。

### 歌人として活動
16歳の頃、「女子文壇」や「読売新聞文芸欄」などに投稿し始める。この頃谷崎潤一郎と親交のあった兄・大貫晶川の文学活動がはじまり、谷崎ら文人が大貫家に出入りするようになり影響を受けるが、谷崎は終生かの子を評価しなかった。17歳の頃、与謝野晶子を訪ね「新詩社」の同人となり、「明星」や「スバル」から大貫可能子の名前で新体詩や和歌を発表するようになる。

### 岡本一平との出会い
19歳の夏、父と共に信州沓掛（現長野県北佐久郡軽井沢町中軽井沢）へ避暑、追分の旅館油屋に滞在した。同宿の東京美術学校生を通じて岡本一平と知り合う。21歳の時、和田英作の媒酌によって結婚、京橋の岡本家に同居するが、家人に受け入れられず2人だけの居を構える。翌年、長男・太郎を出産。赤坂区青山のアトリエ付き二階屋に転居する。

### 暗黒の時代
その後一平の放蕩や芸術家同士の強い個性の衝突による夫婦間の問題、さらに兄晶川の死去などで衝撃を受ける。一平は絶望するかの子に歌集『かろきねたみ』を刊行させた。しかし翌年母が死去、さらに一平の放蕩も再燃し家計も苦しくなった。その中で長女を出産するが神経衰弱に陥り、精神科に入院することになる。
翌年退院すると、一平は非を悔い家庭を顧みるようになるが、長女が死去。かの子は一平を愛することができず、かの子の崇拝者であった学生、堀切茂雄（早稲田大学生）と一平の了解のもと同居するようになり、次男を出産するが間もなく死去してしまう。

### 仏教に救い
かの子と一平は宗教に救いを求め、プロテスタントの牧師を訪ねるが、罪や裁きを言うキリスト教には救われなかった。その後唯円の『歎異抄』によって生きる方向を暗示され、仏教に関するエッセイを発表するようになり、仏教研究家としても知られるようになった。
1929年（昭和4年）、『わが最終歌集』を刊行して小説を志すが、12月から一家をあげてヨーロッパへ外遊。太郎は絵の勉強のためパリに残り、かの子らはロンドン、ベルリンなどに半年ずつ滞在し、1932年（昭和7年）、太郎を残したままアメリカ経由で帰国。帰国後は小説に取り組むつもりだったが、世間はかの子に仏教を語ることを求め、仏教に関するラジオ放送、講演、執筆を依頼され、『観音経を語る』、『仏教読本』などを刊行した。

### 小説家として活動
かの子が小説に専心したのは晩年の数年間だった。1936年（昭和11年）6月、芥川龍之介をモデルにした『鶴は病みき』を、川端康成の紹介で文壇（『文学界』）に発表し作家的出発を果たす。川端の知遇を得るきっかけは、青山に住んでいた頃、同居した恒松安夫の中学時代の同窓・三明永無（川端の一高からの友人）の紹介であった。1923年（大正12年）8月に銀座のモナミ（レストラン）で、夫・一平と共に初めて川端と会合して以降、3人は親交を持つようになり、かの子は1933年（昭和8年）頃から川端から小説の指導を受けていた。
パリに残した太郎への愛を、ナルシシズムに支えられた母と子の姿で描いた『母子叙情』、自由と虚無感を描き、当時の批評家に絶賛された『老妓抄』、女性が主体となって生きる姿を、諸行無常の流転を描いて確立させた『生々流転』などは代表作となったが、1939年（昭和14年）、油壷の宿にある青年と滞在中に脳溢血で倒れた。その頃には恋人ができた恒松安夫は去っていたが、岡本一平と同居していた新田亀三がかの子を献身的に看病するのである。2月に入って病勢が急変、2月18日に東京帝国大学附属病院小石川分院で死去。49歳没。戒名は雪華妙芳大姉。

## 作品

### 小説
- 鶴は病みき（1936年、信正社）
- 真夏の夜の夢（1937年、版画荘）
- 母子叙情（1937年、創元社）
- 金魚撩乱（1937年、中央公論社）
- 老妓抄（1938年、中央公論社）
- 河明り（1938年、創元社）
- 丸の内草話（1939年、青年書房）
- 生々流転（1940年、改造社）
- 鮨（1941年、中央公論社）
- 女体開顕（1943年、中央公論社）

### 歌集
- かろきねたみ（1912年、青鞜社）
- 愛のなやみ（1919年、愛のなやみ）
- 浴身（1926年、越山堂）
- わが最終歌集（1929年、改造社）
- 新選岡本かの子集（1940年、新潮社）

### 随筆・創作集等
- 散華抄（1929年、大雄閣）
- かの子抄（1934年、不二屋書房）
- 観音経 付法華経（1934年、大東出版社）
- 仏教読本（1934年、大東出版社）
- 人生論（1934年、建設社）
- 女の立場（1937年、竹村書房）
- やがて五月に（1938年、竹村書房）
- 巴里祭（1938年、青木書店）
- 観音経を語る（1942年、大東出版社）

## 評伝等
- かの子の記（岡本一平、1942年、小学館）
- 母の手紙 母かの子・父一平への追想（岡本太郎、1979年、チクマ秀版社）
- かの子撩乱（瀬戸内晴美、1979年、講談社）のち文庫
- 一平かの子 心に生きる凄い父母（岡本太郎、1995年、チクマ秀版社）
- 奇妙なり―岡本一平とかの子の数奇な航海（舞台　竹内一郎作・演出）　2016年5月　紀伊国屋ホール

### 代表歌
- かの子よ汝が琵琶の実のごと明るき瞳このごろやせて何かなげける
- かの子かの子はや泣きやめて淋しげに添ひ臥す雛に子守歌せよ
- 桜ばないのち一ぱいに咲くからに生命をかけてわが眺めたり

今昔秀歌百選84番
- ともすればかろきねたみのきざし来る日かなしくものなど縫はむ（選者：イーブン美奈子[注釈 2]）

## 映像化
- BUNGO〜ささやかな欲望〜 告白する紳士たち『鮨』 - オムニバス映画の一篇